# زولتان تيبور بالوف
زولتان تيبور بالوف (بالإنجليزية: Zoltán Tibor Balogh)‏ (بالمجرية: Balogh Zoltán Tibor)‏ هو طوبولوجي ورياضياتي مجري وأمريكي، ولد في 7 ديسمبر 1953 في دبرتسن في المجر، وتوفي في 19 يونيو 2002.